# Фудбалске позиције
У фудбалу у сваком тиму има 11 играча, голман и 10 активних играча (одбрамбени играчи, везни играчи и нападачи). Како се фудбал развијао, тако су се развијале и позиције, тактика и формације. Играчи током каријере најчешће играју на једној позицији, зато што за сваку позицију требају другачије способности, али постоје играчи који могу играти на више позиција.

## Голман
Голман је играч којем је задатак да одбрани гол. Има другачију опрему од осталих играча и судија. За разлику од других играча може пипати и хватати лопту рукама, али само у свом шеснаестерцу. Обично се не креће много и дриблинзи и пасови им нису потребни, али пошто голман не може лопту узети рукама када му играч врати ногом, голман у некој мери користи пасове и дриблинге. Постоје голмани који знају шутирати пенале и слободне ударце, па тако неки голмани постигну бар један гол у каријери, иако им то није циљ (неки од њих су Хосе Луис Чилаверт или наш Владимир Стојковић). Голмани се одликују рефлексима, добром проценом лопте, скакачким способностима и висином.

## Одбрамбени играчи
Циљ одбрамбених играча (или бекова) јесте да спрече нападе и направе напад своје екипе. Постоје 3 врсте одбрамбених играча:
- бек: леви или десни, продиру се по крилу и шаљу лопту у противнички шеснаестерац. Одликују се центаршутевима и уклизавањима.
- центархалф (штопер): сваки тим има 2-3 штопера. Играју у средини одбране и спречавају нападе. Играју зонску одбрану (чување одређеног дела терена) или маркирање (сваки чува неког играча). Одликују се уклизавањима и игром главом и нису нарочитих фудбалских способности.
- либеро: повученија верзија штопера која исправља грешке одбране и често учествују у нападима. Одликују се пасовима и прегледом игре.

## Везни ред
Везном реду је циљ освајање поседа лопте и добро искоришћавање тих лопти и додавање лопте нападачима. Могу играти и у фази одбране и у фази напада. Постоје 4 врсте везних играча:
- задњи везни: најповученији средишњи играчи који спречавају нападе и дају лопту нападачима. Раде дефанзивне послове и дају осигурање осталим везним играчима око одбране приликом напада.
- средњи везни: повезују одбрану и напад и сметају противничким играчима око поседа лопте. Имају одбрамбене способности и способност задржавања поседа лопте, као и прецизне пасове.
- офанзивни везни: Најистуренији везни играчи који шаљу нападачима лопту. Креативни су, имају добре пасове и прецизне шутеве, али и они знају узети лопту. Често су скупљи на тржишту.
- крилни везни: Циљ им је прећи противничке бекове и упутити центаршут у шеснаестерац, иако и они понекад шутну ка голу. Обично имају добре способности додавања, дриблања, шутира ка голу и вођења екипе, па су често капитени.

## Нападачи
Њихов циљ је постизати голове и намештање прилика за гол. Најближи су голу и обично су најскупљи играчи на тржишту. Постоје 3 врсте нападача:
- центарфор: Циљ им је давати голове и користити центаршутеве. Најближи су голу и има их 1-2 на терену. Често су (не и увек) високи, јаки и добро грађени. Обично дају голове главом. Уколико су ниски, брзи су и покретни.
- полушпиц: Другачији су од обичних нападача, брзи су, креативни и покретни и служе да проиграју центарфоре, а у напад се убацују из другог плана. Понекад спадају у везни ред, јер помажу везном реду.
- крило: Бочни играч коме је циљ да се продире (не увек по боку) до позиције за центаршут и упути центаршут ка центарфору. Понекад врши пресинг на бекове. У Британији су крила везни играчи и помажу везном реду. Крилима није одређено на којој страни играју.